# بيجو كونت تولوز
بيجو (توفي في 28 أكتوبر 816) كان ابن جيرارد الأول. عين في عام 815 كونت تولوز، دوق سبتيمانيا، دوق آكيتاين، وأمير جوثيا وخلف والده ككونت لباريس في نفس العام.
في عام 806 تنازل ويليام من جيلون [الإنجليزية] عن العرش، كما عين شارلمان بيجو ليحل محله ككونت تولوز وأميرا على جوثيا.

## حياته الخاصة
تزوج بيجو من ألبايس (حفيدة شارلمان) وأنجبا:
- ليوثارد الثاني، الذي حكم باريس فيما بعد
- إبرهارد

قد يكون أيضًا والدًا للأطفال التاليين، من قبل امرأة أخرى أو أكثر: 
- لاندريد
- سوزانا، والدة أدالارد (الكونت الثامن لباريس).
- إنجلترود، والدة إيبرهارد من فريولي [الإنجليزية]